# Eynesil
Eynesil ist eine türkische Küstenstadt am Schwarzen Meer und gleichzeitig Verwaltungszentrum des gleichnamigen Landkreises. Die Stadt liegt ca. 66 km (76 Straßenkilometer) östlich der Provinzhauptstadt Giresun. Die im älteren Stadtlogo manifestierte Jahreszahl (1953) dürfte ein Hinweis auf das Jahr der Erhebung zur Stadtgemeinde (Belediye) sein.
Der Landkreis wurde 1960 vom Ostteil des Kreises Görele abgetrennt und ist im Westen und Süden von diesem Kreis begrenzt. Bis zur Selbständigkeit bestand er aus der gleichnamigen Nahiye mit 11.715 Einwohnern in 16 Ortschaften (Gesetz Nr. 7033). Im Osten bildet die Provinz Trabzon mit den Kreisen Beşikdüzü und Şalpazarı die Grenze. Der Kreis hat zwar die kleinste Fläche, weist aber nach dem zentralen Landkreis die zweithöchste Bevölkerungsdichte (259 Einw. je km²) auf, das über Vierfache des Provinzdurchschnitts (64,4).
Neben der Kreisstadt besteht der Kreis aus der Gemeinde Ören (2185 Einw.), südlich der Kreisstadt, sowie elf Dörfern (Köy) mit durchschnittlich 299 Bewohnern. İshaklı ist das größte Dorf mit 577 Einwohnern.